# 帕维尔·戴维
帕维尔·戴维（捷克語：Pavol Dávid，1899年3月19日—1970年12月5日），捷克斯洛伐克共产党中央政治局委员、中央书记处书记，捷克斯洛伐克共产党斯大林派的支持者。

## 生平
1899年，出生。
1952年，为中央书记处书记。
1958年，为中央政治局委员。
1963年，离职。
1970年，去世。

## 获奖
- 克莱门特·哥特瓦尔德勋章（1959年3月18日）[2]
- 共和国勋章（1955年5月7日）[3]